# 埃涅阿斯逃离特洛伊
《埃涅阿斯逃离特洛伊》（Fuga di Enea da Troia）是意大利画家费德里科·巴罗奇的一幅油画，绘制于1598年 ，1613年起藏于罗马博尔盖塞美术馆。

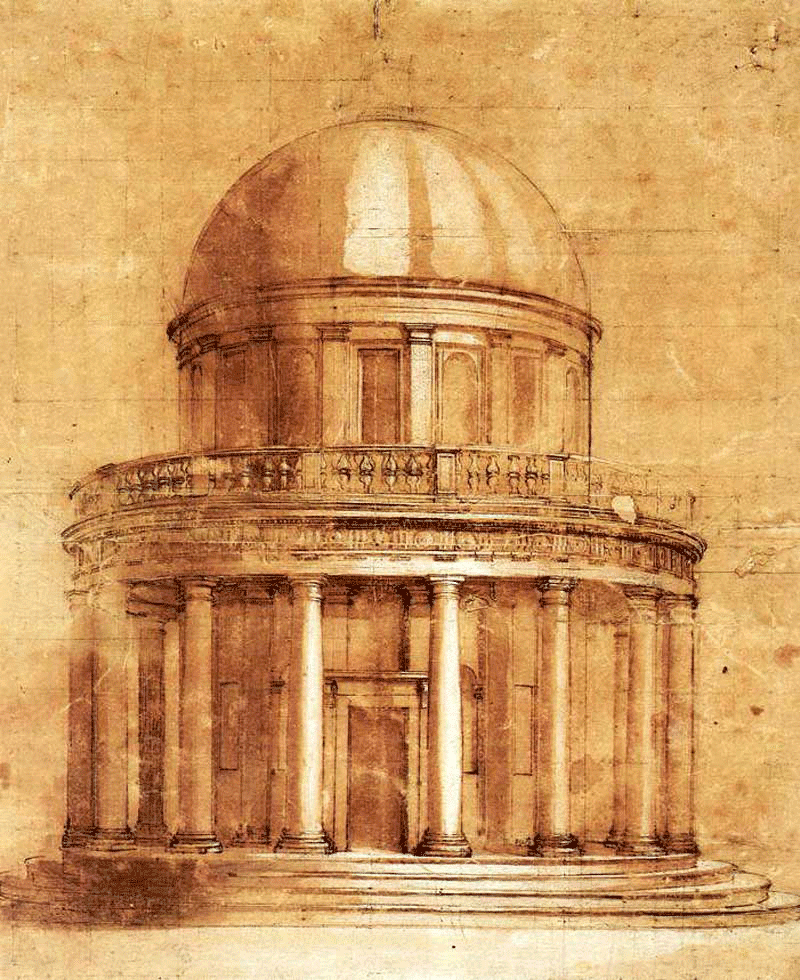
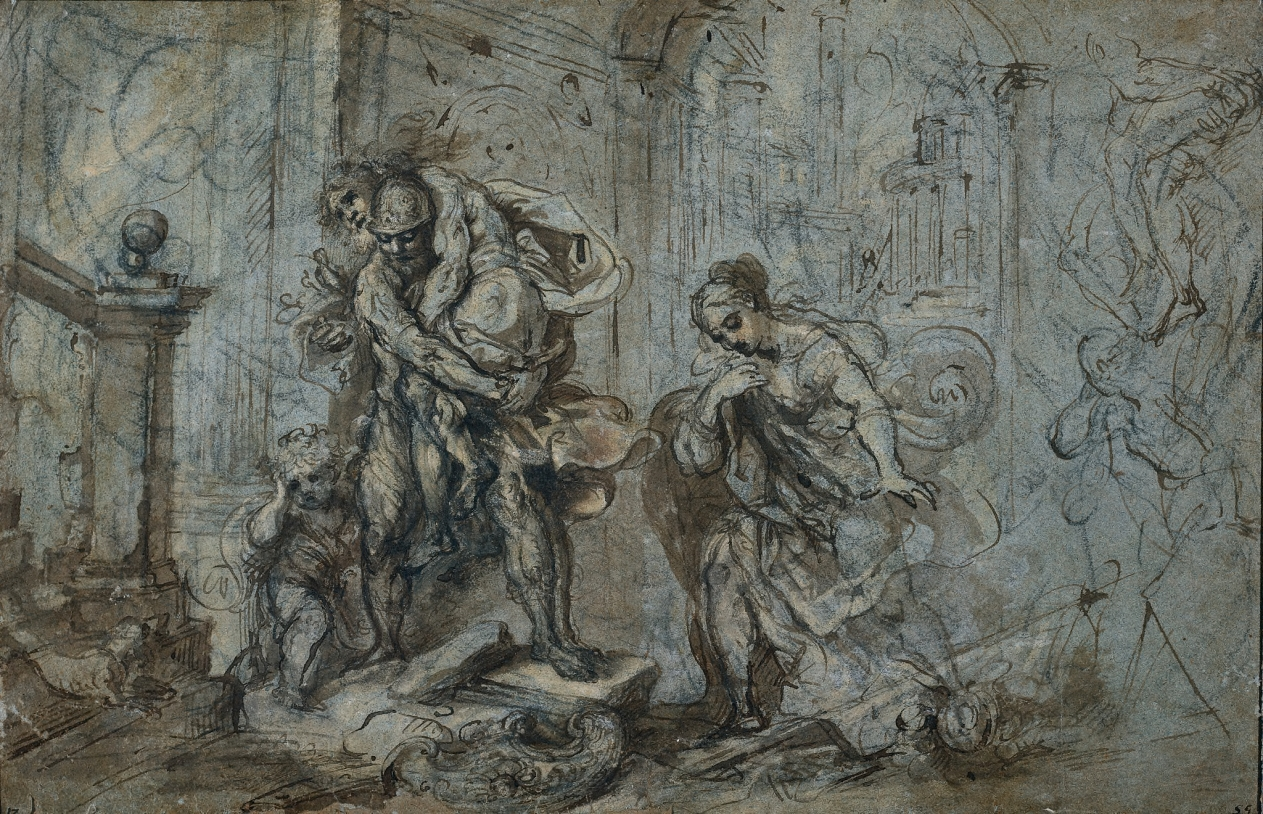
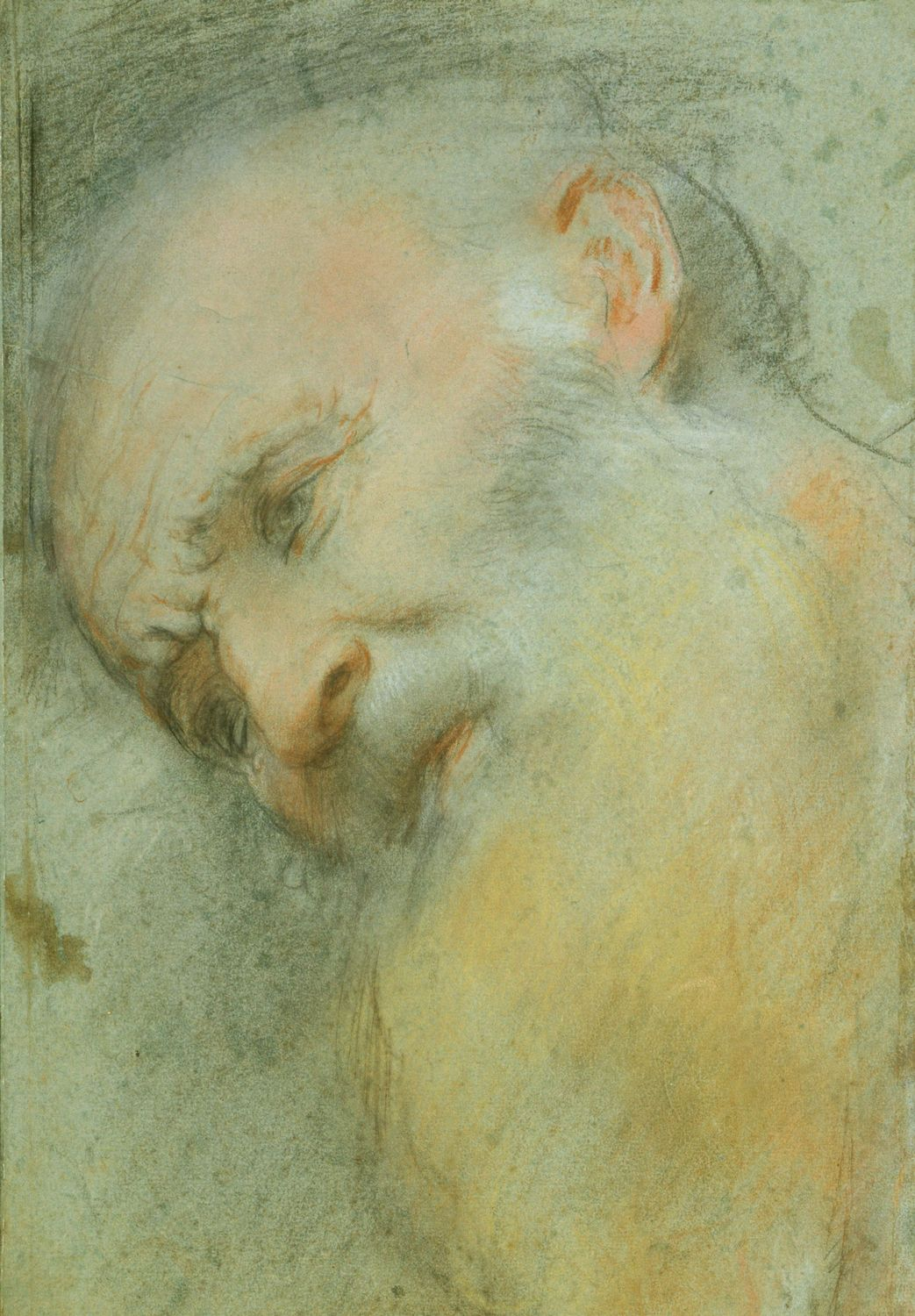
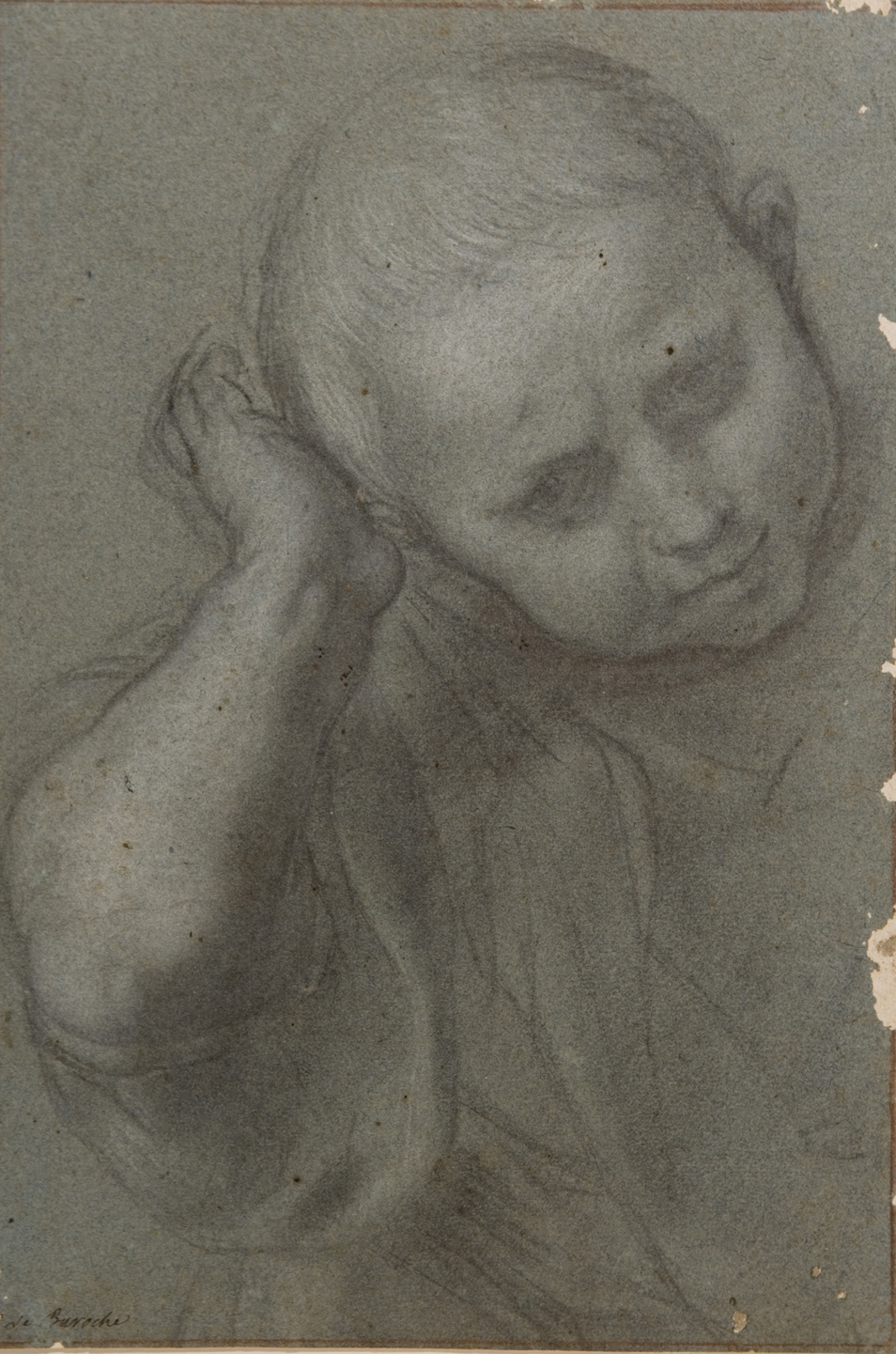
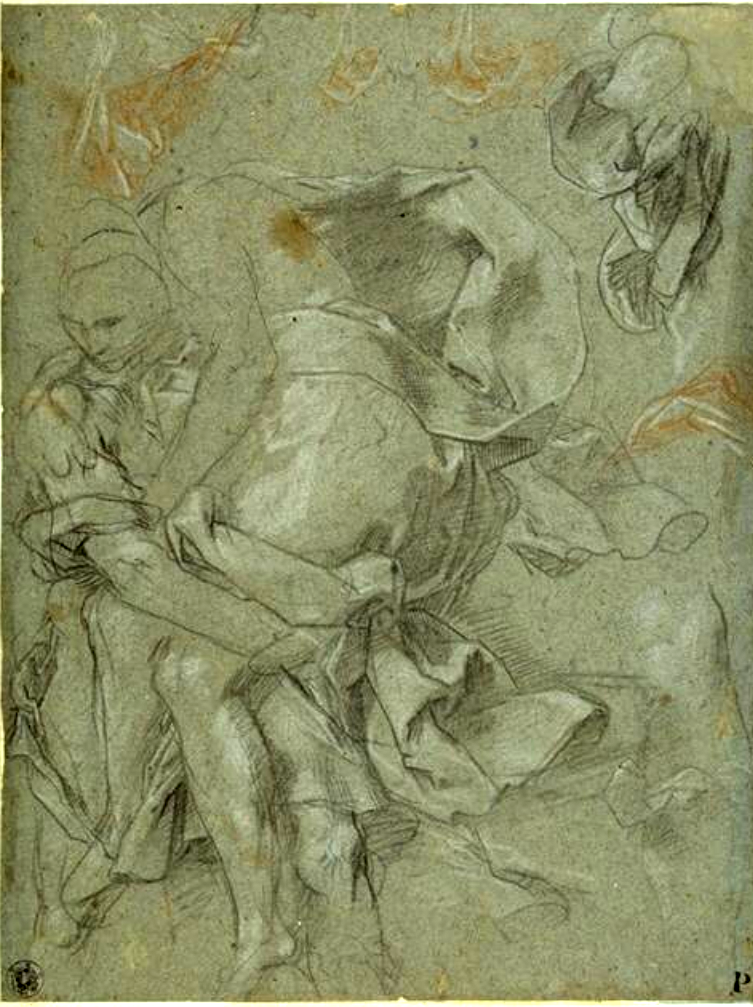
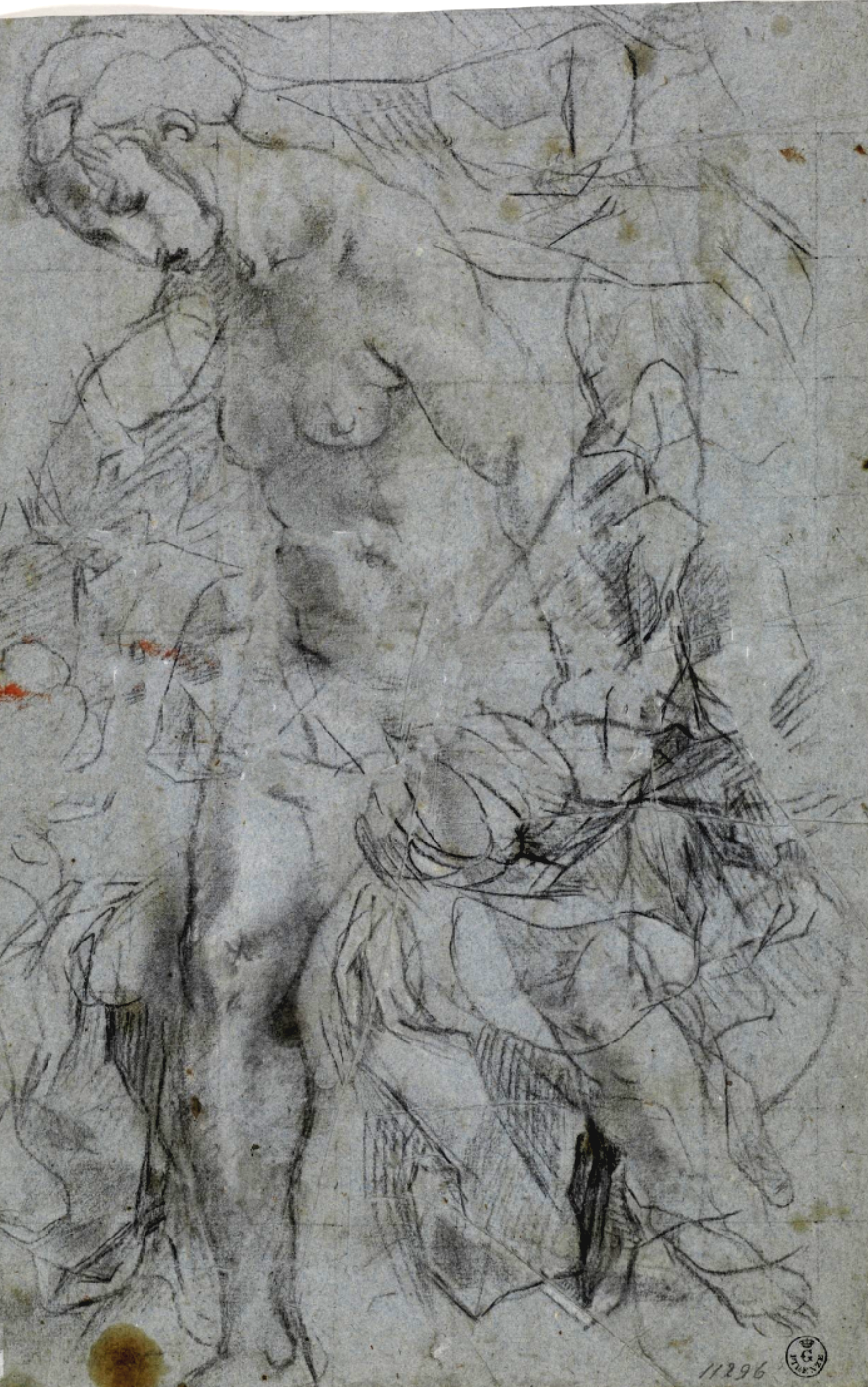